# برج کامکست
برج کامکست یا مرکز کامکست (به انگلیسی: Comcast Center) آسمان‌خراش ۵۸ طبقه به ارتفاع ۲۹۶ متر، با کاربری اداری-تجاری است، که در شهر فیلادلفیا، پنسیلوانیا، ایالات متحده آمریکا مستقر می‌باشد. پروژه ساخت این ساختمان در سال ۲۰۰۵ آغاز شد و در سال ۲۰۰۸ تکمیل و افتتاح گردید. برج کامکست متعلق به شرکت‌های لیبرتی پراپرتی تراست و کامکست می‌باشد و طراحی آن توسط شرکت تورنتون توماستی انجام شده‌است.